# Ceratophyllus pullatus
Ceratophyllus pullatus är en loppart som beskrevs av Jordan et Rothschild 1920. Ceratophyllus pullatus ingår i släktet Ceratophyllus och familjen fågelloppor. Inga underarter finns listade i Catalogue of Life.